# Barsbek
Barsbek ist eine Gemeinde im Kreis Plön in Schleswig-Holstein.

## Geografie

### Lage und Gliederung
Das Gemeindegebiet von Barsbek erstreckt sich im nordwestlichen Teilbereich des Naturraums Ostholsteinisches Hügel- und Seenland (Haupteinheit Nr. 702) östlich von Kiel. Im nördlichen Bereich des Gemeindegebiets befindet sich anteilig der Barsbeker See. Er bildet den Kern des Naturschutzgebietes Barsbeker See und Umgebung.
Siedlungsgeografisch besteht die Gemeinde aus dem namenstiftenden Dorf als einzigem Wohnplatz.

### Nachbargemeinden
Unmittelbar angrenzende Gemeindegebiete von Barsbek sind:
| Wendtorf  |                                             | Wisch  |
| Lutterbek | Kompassrose, die auf Nachbargemeinden zeigt |        |
| Prasdorf  | Passade, Fiefbergen                         | Krokau |

## Geschichte
Der Ort Barsbek wurde 1281 erstmals erwähnt. Der Ortsname kommt vom Ritter Marquad Barsbek, ein Adeliger, der das Dorf im Jahre 1379 an das Kloster Preetz verkaufte und dem um 1495 ausgestorbenen uradeligen Geschlecht der Barsebeke angehörte.
Anfang des 14. Jahrhunderts lag die landesherrliche Burg Bramhorst in der Nähe des Dorfes, das dem Burgherren unterstand. Die Burg wurde jedoch von kaiserlichen Truppen zerstört.
Am 29. April 1957 brannte nach Brandstiftung durch einen Feuerwehrmann ein Großteil der mit Reet gedeckten Bauernhöfe ab. Wegen Wassermangels konnte die Feuerwehr von Raisdorf nicht helfen.
Die Gemeinde gehörte dem Amt Probstei-Ost an. Seit dessen Auflösung zum 1. Juni 1970 ist sie Teil des Amts Probstei.
Barsbek gibt all seinen Straßen traditionsbedingt nur niederdeutsche Namen.

## Politik

### Gemeindevertretung
Bei der Kommunalwahl 2023 errang die Unabhängige Wählergemeinschaft Barsbek erneut alle neun Sitze in der Gemeindevertretung. Die Wahlbeteiligung betrug 68,6 Prozent.

### Wappen
Blasonierung: „In Rot ein silberner Barsch.“

### Bürgermeister seit 1948
| Name                     | Partei                                       | Amtszeit  |
| ------------------------ | -------------------------------------------- | --------- |
| Hans Höck                | SPD                                          | 1948–1955 |
| Fritz Frahm              | SPD                                          | 1955–1962 |
| Heinz Thomas Schneekloth | SPD                                          | 1962–1970 |
| Herbert Wiese            | SPD                                          | 1970–1986 |
| Günther Trojan           | SPD                                          | 1986–1994 |
| Hans Plischke            | Unabhängige Wählergemeinschaft Barsbek (UWB) | 1994–2003 |
| Achim Gafert             | UWB                                          | 2003–2018 |
| Timo Schlabritz          | UWB                                          | Seit 2018 |

## Wirtschaft und Verkehr
Die einstige wirtschaftlich dominante Prägung durch Handwerk und Landwirtschaft ist rückläufig und wird abgelöst von der einer klassischen Auspendlergemeinde. Der überwiegende Teil der Einwohner pendelt in die umliegenden wirtschaftlich stärkeren Zentralorte Kiel, Schönberg oder Lütjenburg.
Durch das Gemeindegebiet von Barsbek führt die Bundesstraße 502 von Kiel nach Lütjenburg. Die Gemeinde ist auch mittels der Buslinien 210 (Kiel–Schönberg) und 120 (Schönberg–Laboe(–Heikendorf)) der Verkehrsbetriebe Kreis Plön zu erreichen.

## Sehenswürdigkeiten
- Dorfteich
- Dorfanger
- Barsbeker Kräuterhexe
- Barsbeker Bürgerwald
- Maibaum
- Dorfspielplatz
- Barsbeker Geschichtstafel

## Persönlichkeiten
- Claus Kühl (1817–1896), deutscher Lehrer, Landmesser, Publizist und Hardesvogt

## Bildergalerie

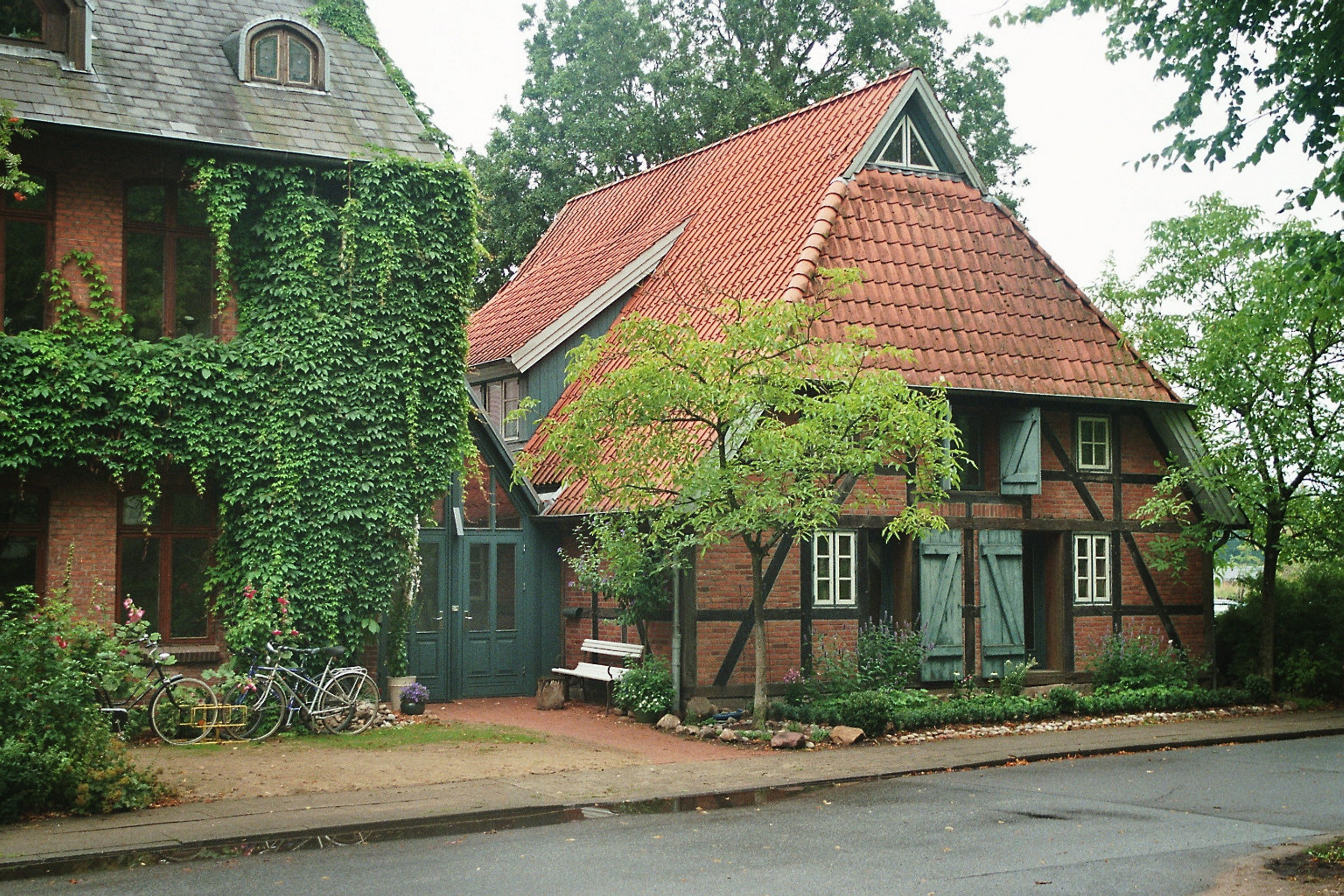
Gebäudeensemble am Dorfteich
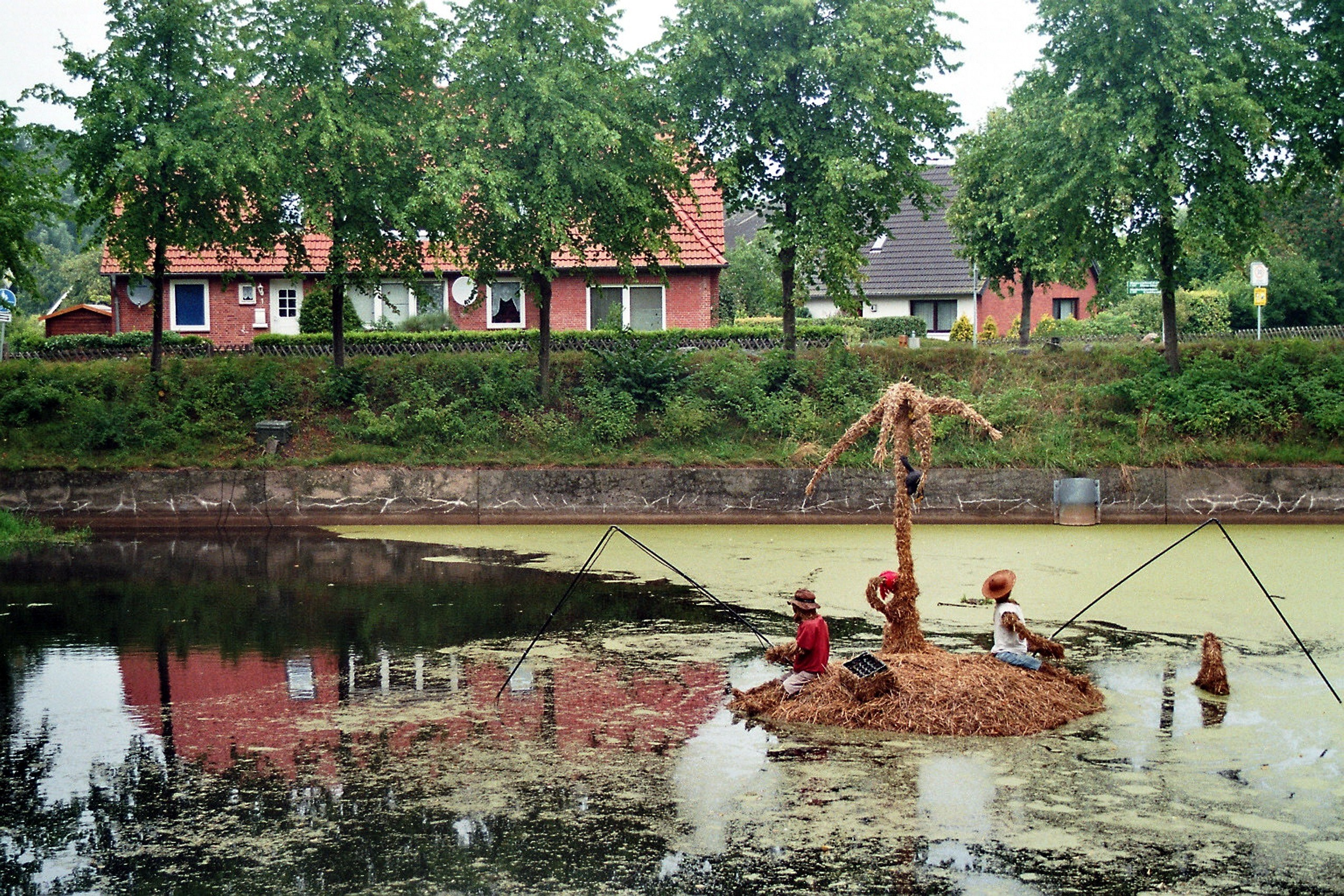
Der Dorfteich
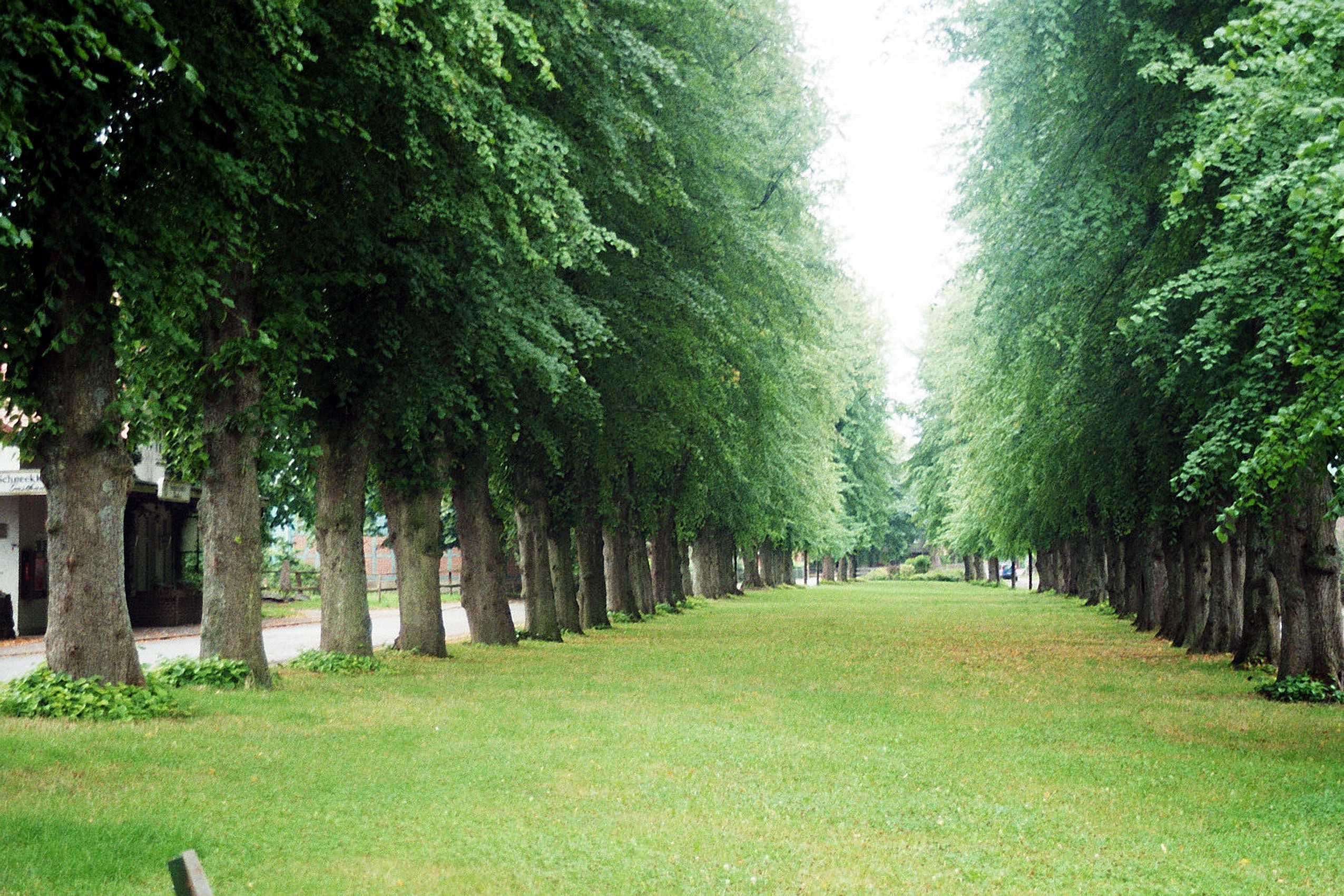
Der Anger